# Hollywood or Bust
Hollywood or Bust (no Brasil, Ou Vai Ou Racha), é um filme de comédia de 1956 dirigido por Frank Tashlin e protagonizado pela dupla Martin e Lewis. Vale dizer que este foi o último filme da dupla.

## Sinopse
Malcolm Smith (Jerry Lewis) é um homem simples e trabalhador que sonha em ir a Hollywood conhecer a atriz dos seus sonhos, Anita Ekberg.
Com isso, ele vai todas as semanas a um sorteio do bairro para ganhar um carro para poder ir a Hollywood e realizar o seu sonho.
Em um desses sorteios noturnos, Malcolm conhece um sujeito chamado Steve Wiley (Dean Martin), um vigarista que trabalha em uma gangue que também está lá para ganhar o carro, mas a única diferença é que ele vai trapacear no sorteio e ganhar de qualquer jeito.
Para a pura sorte de Malcolm, este também ganha o carro (na verdade, ele seria o verdadeiro ganhador) fazendo com que ele e Steve dividam o prêmio.
Malcolm quer ir de qualquer jeito para Hollywood, e Steve tem que ir junto fingindo que vai ajudá-lo mas, ele planeja isso para de repente se livrar de Malcolm e entregar o carro ao seu chefe.
Mas no meio da viagem, Steve se vê enrolado por Malcolm ser um pouco inteligente e também por ambos não terem dinheiro para gasolina, comida e etc...
A situação dos dois melhora quando eles acabam conhecendo uma moça chamada Terry (Pat Crowley) que também está seguindo o mesmo rumo para trabalhar como dançarina em Los Angeles.
Sendo assim, os três seguem o caminho juntos mas, ainda viriam muitas complicações até eles chegarem a Hollywood e Malcolm finalmente conhecer sua musa.

## Elenco
- Dean Martin - Steve Wiley
- Jerry Lewis - Malcolm Smith
- Pat Crowley - Terry
- Max 'Slapsie Maxie' Rosenbloom - Bookie Benny
- Anita Ekberg

## Ficha técnica
- Estúdio: Paramount Pictures
- Distribuição: Paramount Pictures
- Direção: Frank Tashlin
- Roteiro: Erna Lazarus
- Produção: Hal B. Wallis
- Música: Norman Luboff
- Fotografia: Daniel L. Fapp
- Direção de Arte: Hal Pereira e Henry Bumstead
- Figurino: Edith Head
- Edição: Richard Mueller

## O fim para a dupla Martin & Lewis
Este foi o último filme que Jerry Lewis fez com Dean Martin. A dupla fez no total 16 filmes entre os anos de 1949 e 1956. Jerry Lewis constatou que já nas filmagens, ele e Dean Martin não se falavam, exceto na hora das gravações das cenas. A relação entre os dois estava por um fio, por conta de uma série de discussões que surgiram antes e durante o período das filmagens. Pode-se dizer que as discussões que ocorreram durante as filmagens haviam sido decisivas para selar o fim da parceria com Martin. Este é o único filme da dupla que Lewis se recusou a ver para não relembrar deste período difícil.

## Curiosidades
- As gravações foram de Abril a Junho de 1956 e um mês após os términos das gravações (Julho), Martin e Lewis anunciou a separação. O filme tinha estreado em Dezembro do mesmo ano, cinco meses após a separação da dupla.
- Jerry chegou a passar mal e ser internado às pressas em um dos dias das gravações devido ao fumo e excesso de trabalho. Jerry precisou reduzir o esforço e parar urgentemente de fumar.
- Anita Ekberg já tinha feito com a dupla o filme Artists and Models. Depois, ela chegou a fazer com Dean Martin o filme 4 for Texas e com Jerry Lewis, o filme Way...Way Out. Já Pat Crowley, fez com a dupla o filme Money from Home.